# Albert Aleksander Üksip
Albert Aleksander Üksip (con varias transliteraciones del cirílico Альбе́рт Я́ковлевич Ю́ксип como Albert Jakovlevič Juxip, Albert Jakovlevič Juksip, Albert Jakovlevič Üxip, Albert Aleksander Ueksip (Narva, 26 de noviembrejul./ 8 de diciembre de 1886greg. – Tallin, 10 de agosto de 1966) fue un botánico, y artista estonio. Desarrolló sus actividades académicas en la Universidad de Tartu, donde se había graduado en 1940.

## Biografía
Pertenecía a una familia de sastres. A partir de 1896 estudió en su ciudad, y luego, después de la muerte de su padre (en 1900), trabajó en la fabricación de telas de lino, desde 1907. Soñaba con estudiar botánica, pero se convirtió en un miembro de la compañía de teatro de aficionados de habla rusa, donde recibió la influencia del famoso actor Ivan Arkadin. Su debut en el elenco Yuksipa tuvo lugar en 1905, después de lo cual se vio involucrado en todas las actuaciones de la compañía.
En su tiempo libre, exploraba la flora de la zona de Narva, estudió latín para leer publicaciones botánicas y el francés, para leer sobre arte y literatura de la historia. Regularmente visitaba teatros y museos.
Después de la muerte de su madre (1922), en 1923, Albert se trasladó a Tallin, convirtiéndose en el actor de teatro "Estonia". Desde 1931, dirigió cursos y constantemente escribía artículos sobre el arte. En 1945 le fue concedido el título honorífico de artista homenajeado de la RSS de Estonia.
Después de la fundación de la radio nacional de Estonia, Yuksip transmitía en vivo en el arte.
Aunque Yuksip no tenía educación botánica profesional, sus contribuciones a la ciencia fueron muy significativas. En particular, fue el autor de uno de los volúmenes de "Flora de la URSS" (el Nº 30) describiendo el complejo género Hieracium. Identificó varios cientos de especies nuevas.
Entre 1964-1966, escribió "Memorias". Falleció en 1966, enterrado en el cementerio de Bosque Tallin.

## Algunas publicaciones
- 1960. Flora de la URSS, tomo 30. Komarov, ed. BK Shishkin y EG Bobrov. Ed. de la Academia Rusa de Ciencias. 732 p. 2.600 copias.

## Honores
- 1986: con el centenario de su natalicio, en Narva, se inauguró una piedra conmemorativa en su honor.
- La abreviatura «Üksip» se emplea para indicar a Albert Aleksander Üksip como autoridad en la descripción y clasificación científica de los vegetales.[2]

### Eponimia
- (Asteraceae) Hieracium ueksipii Schljakov[3]